# Cazarilh-Laspènes
Cazarilh-Laspènes (em occitano:  Cadelh e las Penas) é uma comuna francesa na região administrativa da Occitânia, no departamento do Alto Garona. Estende-se por uma área de 2.37 km², com 21 habitantes, segundo o censo de 2018, com uma densidade de 8.9 hab/km².